# John O'Connor (sacerdote)
R.P. John O'Connor (5 de diciembre de 1870-6 de febrero de 1952) fue un sacerdote católico irlandés, párroco en Bradford, Yorkshire, Inglaterra.
G. K. Chesterton se inspiró en O'Connor para la creación de su personaje literario del padre Brown. O'Connor fue –junto al cardenal John Henry Newman-, una figura importante en la conversión de Chesterton al catolicismo en 1922. También recibió al poeta y pintor David Jones a la Iglesia en 1921, y estuvo asociado con Eric Gill y la The Guild of St Joseph and St Dominic, en Ditchling.